# Кривоглаз, Осип Борисович
О́сип Бори́сович Кривогла́з (2 июля 1918, Киев — 3 июля 2012, Киев) — украинский архитектор, художник. Почетный академик Украинской академии архитектуры.

## Биография
Родился 2 июля 1918 года в Киеве в семье врача. В 1937 году поступил на архитектурный факультет Киевского Художественного института; с 4-го курса перешел в Московский архитектурный институт, который окончил в 1943 году.
В течение 40 лет — практикующий архитектор. Работал в Киеве в Гипрограде, Киевпроекте (мастерские Бориса Приймака, Льва Катка), ГипроНИИздраве. Проектировал ряд зданий и комплексов в Киеве, здравницы в Трускавце, Ялте (Мисхор), Надыме.
В конце 1950-х годов увлекся живописью, занимался художественным творчеством вплоть до последних месяцев жизни.
Член Союза архитекторов Украины (с 1946 года)
В течение 1984—2009 годов — член градостроительного совета при Главкиевархитектуре. Неоднократно выступал в прессе по проблемам застройки Киева.
Награждён несколькими советскими медалями, «Знаком почета киевского городского головы».
Скончался 3 июля 2012 года в Киеве. Похоронен на Берковецком кладбище.

## Семья
- Отец — Борис Абрамович Кривоглаз (25 декабря 1893 — июль 1978);
- Двоюродный брат — Михаил Кривоглаз (18 мая 1929, Киев — 30 июня 1988, Киев) — учёный (физик-теоретик).
- Племянница — Наталья Воробьёва-Хржич (18 ноября 1949, Днепродзержинск, Украинская ССР) — советская, югославская и хорватская актриса, писательница и поэтесса.

## Архитектурное творчество
В начале своей профессиональной деятельности О. Б. Кривоглаз выстроил в Киеве несколько «сталинок» — на улицах Игоревской, Калинина (Софийской), Воздухофлотском проспекте и др. В этих постройках, а также в отдельных «малых формах» он показал себя как мастер архитектурных композиций, тонко владеющий деталями. Вместе с тем, в неосуществленных проектах крупной комплексной застройки проявил качества талантливого градостроителя. Таков, в частности, разработанный в 1947 году проект застройки Печерской площади (площадь Леси Украинки).
В хрущевские времена, когда «архитектурные излишества» были объявлены вне закона, архитектору пришлось работать в упрощенных формах, но и в этих условиях он добивался выразительных решений. Так, комплекс из двух жилых корпусов по улице Чкалова (Олеся Гончара) и Чеховскому переулку был решен как симметричная композиция на сложном рельефе, её осью стала монументальная лестница к Центральному крытому рынку. Здание кинотеатра «Ленинград» получило форму обычного параллелепипеда, но громадные плоскости стен с помощью облицовочной плитки были покрыты словно бы ковром.
К сожалению, многие постройки Осипа Кривоглаза дошли до нынешнего времени в искаженном виде (водная станция ДОСААФ на Трухановом острове приватизирована и перестроена; комплекс по улице Олеся Гончара и Чеховскому переулку после сноса Центрального рынка утратил перспективу; облицовка главного фасада кинотеатра «Ленинград» изменена).

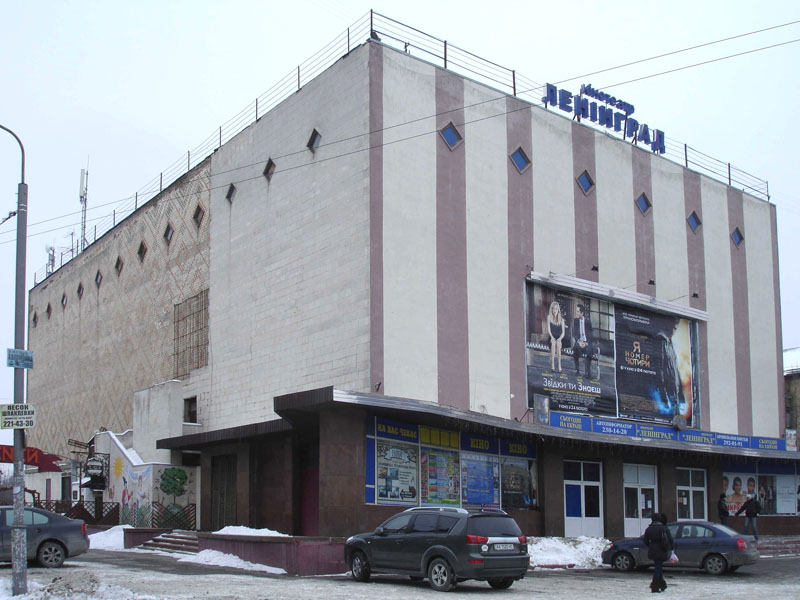
Кинотеатр «Ленинград» в нынешнем виде.

### Реализованные проекты в Киеве
- Водная станция ДОСААФ на Трухановом острове (1950)
- Жилой дом по улице Игоревской, 5 (1950-е гг.)
- Жилой дом Союза композиторов по улице Софийской, 16 (1953),
- Жилой дом по Воздухофлотскому проспекту, 33 (1950-е гг.)
- Жилой дом по улице Мечникова, 10 (1950-е гг.)
- Кинотеатр «Ленинград» по улице Юрия Гагарина на 1010 мест (1960)
- Комплекс жилых домов по улице Олеся Гончара, 46-48 и Чеховскому переулку, 2 (1960-е гг.)
- Здание комбината «Художник» Союза художников Украины на улице Васильковской, 32 (1960-е гг.)
- Здание института «Гипроздрав» по улице Мечникова, 3-5 (1960-е гг.)

Проектирование застройки кварталов проспекта 40-летия Октября, Воскресенского массива (в соавторстве).
Участие на ранних стадиях разработки проектов Ботанического сада АН УССР, Дворца пионеров и школьников на площади Славы.
Неосуществленные проекты: комплекс на Почтовой площади, застройка нынешней площади Леси Украинки.

## Художественное творчество
Занялся живописью в возрасте 40 лет. Работал преимущественно маслом по картону, оргалиту, холсту.
На первом этапе творчества писал главным образом пейзажи и натюрморты; предпочитал традиционную манеру. Произведения отличались свежим, выразительным колоритом, гармоничной композицией, лирическим настроением. «Судьба наделила его чувством цвета, а навыки архитектора композиционным мастерством».
С конца 1960-х годов живописец увлекся поиском новых форм, пробовал себя в авангардной, синтезированной манере. Он по-своему претворил декоративные традиции японской графики, Тулуз-Лотрека, Матисса. Со временем предметом изображения для него стала не натура, а «внутреннее видение», но при этом художник нередко возвращался к реалистичным формам, создавая точно организованные по рисунку и цвету композиции. Порой в его работах звучит естественный цвет оргалита, не тронутого краской.
Особое место в творчестве Осипа Кривоглаза заняла галерея женских образов, выполненная в 2000-е годы. Она составила цикл «С любовью к женщине».

### Персональные выставки
В Киеве проведено в общей сложности 15 персональных выставок живописи О. Б. Кривоглаза, в том числе:
- 1982 — Дом архитектора
- 1987 — Дом архитектора
- 1992 — Дом архитектора
- 1994 — «Украинский дом»
- 1999 — галерея искусств «Лавра»
- 2002 — Дом архитектора
- 2003 — Главкиевархитектура
- 2007 — галерея искусств «Лавра»
- 2008 — Дом архитектора
- 2010 — Дом архитектора

Художник также участвовал в двух Всеукраинских выставках.

### Оценки творчества О. Б. Кривоглаза
Юрий Химич, художник, профессор:

Каждая работа Осипа Кривоглаза содержит реализованную простору, выраженную в гармонии цвета, субъективности вещей и лаконичности символов. Характер его работ жизнерадостен, оптимистичен и романтичен, и кажется, что окружающий его мир полон спокойствия, красоты и равновесия.
Иосиф Каракис, архитектор: 

Дорогой Осип Борисович! Поражён Вашим талантом — мастерством художника живописца. Редко бывает, чтобы архитектор по профессии обладал таким даром.
Елена Олейник, кандидат архитектуры, главный редактор журнала «Архитектура и престиж»:

Замечательные традиции декоративного постимпрессионизма, начатые Матиссом и Гогеном, с юмором и блеском продолжены в живописных композициях Осипа Борисовича.

### Альбомы и каталоги художественных произведений
- Вернисаж: Живопись Осипа Кривоглаза. — Киев, Киевские ведомости, 1994.
- Осип Кривоглаз: Избранное. — Киев: Главкиевархитектура, 2003.
- Осип Кривоглаз: Живопис. — Київ: галерея «Лавра», 2007.  (укр.)
- 25 натюрмортов Осипа Кривоглаза. — Киев, [2007].
- Осип Кривоглаз: С любовью к женщине. — Киев, 2007.
- Осип Кривоглаз: Этюды. — Киев, [2008].
- Осип Кривоглаз: Живопись. — Киев, 2010.
- Осип Кривоглаз: Вернисаж-II. — Киев, 2011.
- Натюрморты Осипа Кривоглаза (Набор открыток, 19 шт.) — Киев, май 2012 г.

### Публикации в СМИ
- Беспокойная Площадь Независимости
- Вот эта улица, а вот этот дом!

### О нём
- Кальницкий М. С любовью, зодчий // Газета по-киевски. — 2008. — 5 июля. — С.20, 21.
- «Дамский работник». Газета «Коммерсантъ Украина», № 13 (13), 03.08.2005